# Par amour (album)
Albums de Nana Mouskouri
Tu m'oublies
(1986) Classique
(1988)
Par amour est un album francophone de la chanteuse grecque Nana Mouskouri publié en France chez Philips en 1987. Composé de 10 chansons, l'album contient le titre Par amour, succès de la chanteuse en France comme la chanson Serons-nous spectateurs.

## Liste des titres
| No  | Titre                              | Auteur                                                 | Durée |
| --- | ---------------------------------- | ------------------------------------------------------ | ----- |
| 1.  | Serons-nous spectateurs            | Pierre Barouh, Francis Lai                             | 4:50  |
| 2.  | Par amour                          | J.M. Puron, Pierre Delanoé, Claude Lemesle             | 3:45  |
| 3.  | Ce sera moi                        | A. Taylor, Pierre Delanoé, Claude Lemesle              | 4:40  |
| 4.  | Pendant le temps que l'on s'aimait | E. José, Pierre Delanoé, Claude Lemesle                | 3:30  |
| 5.  | Il était différent                 | A. Taylor, Pierre Delanoé, Claude Lemesle              | 4:15  |
| 6.  | La Plage                           | E. José, Pierre Delanoé, Claude Lemesle                | 4:25  |
| 7.  | Un vieil enfant                    | C. Busse, Pierre Delanoé, Claude Lemesle               | 4:10  |
| 8.  | China China                        | B. Kaczmarek, C. Busse, Pierre Delanoé, Claude Lemesle | 4:30  |
| 9.  | Le Bonheur est une légende         | T. Stéphanidis, Serge Lama                             | 3:25  |
| 10. | Toi et le soleil                   | J. Nash, Eddy Marnay                                   | 3:46  |